# Schlacht bei Pistoria
In der Schlacht bei Pistoria beendete der vom römischen Senat dazu beauftragte Feldherr Marcus Petreius im Jahre 62 v. Chr.  die Catilinarische Verschwörung des Lucius Sergius Catilina.

## Vorgeschichte
Nach dem missglückten Versuch Lucius Sergius Catilinas, das System der römischen Republik umzustürzen, versuchte er sich mit seiner Armee, bestehend aus zwei Legionen aus Etrurien, nach Gallia cisalpina zurückzuziehen. Viele seiner Anhänger hatten ihn nach seiner Niederlage in Rom verlassen. Er wurde von zwei Heeren des Senats verfolgt: von Quintus Caecilius Metellus Celer und von Gaius Antonius Hybrida. Catilina beabsichtigte, sich auf eines der beiden Heere zu werfen, und hoffte, dass nach seinem Sieg das andere senatorische Heer demoralisiert abziehen würde.

## Ablauf
Die beiden Heere des Senats konnten ihr militärisches Vorrücken aber unerwartet gut koordinieren, so dass sie gleichzeitig bei Pistoria eintrafen und so mit vereinten Kräften dem Feind entgegentreten konnten. Ursprünglich war geplant, Gaius Antonius Hybrida den Oberbefehl über das Heer zu geben; dieser verletzte sich aber kurz vor der Schlacht am Bein und musste so den Befehl an seinen Legaten Marcus Petreius übergeben.
Der erste Angriff der Truppen des Petreius richtete sich gegen die Mitte der feindlichen Linien. Aufgrund der großen Überzahl der für den Senat kämpfenden Legionäre wurden die Truppen Catilinas zurückgedrängt. Daraufhin befahl Catilina, die Flanken des Feindes mit Pfeilen und Speeren anzugreifen, was viele Legionäre des Petreius das Leben kostete. Nach kurzem Kampf gaben die Infanterietruppen Catilinas allerdings auf und zogen sich zurück. Der römische Historiker Sallust schrieb, dass Catilina, als er die Schlacht verloren sah, sich mit erhobenem Schwert in die Reihen des Feindes stürzte, wo er nach kurzem Kampf den Tod fand. Damit war die Schlacht für Petreius gewonnen.

## Folgen
Nach dem Tod Catilinas war die Catilinarische Verschwörung endgültig beendet.